# Wólka Kamienna
Wólka Kamienna (prononciation : [ˈvulka kaˈmjɛnna]) est un village polonais de la gmina de Zbuczyn dans le powiat de Siedlce de la voïvodie de Mazovie dans le centre-est de la Pologne.
Il se situe à 8 kilomètres à l'est de Zbuczyn (siège de la gmina), 21 kilomètres au sud-est de Siedlce (siège de le powiat) et à 107 kilomètres à l'est de Varsovie (capitale de la Pologne).
Le village comptait approximativement une population de 157 habitants en 2010.

## Histoire
De 1975 à 1998, le village appartenait administrativement à la voïvodie de Siedlce.

Depuis 1999, il appartient administrativement à la voïvodie de Mazovie